# Steyr 12M18
Le Steyr 12M18 est un camion porteur tout terrain construit par l'ancien constructeur Steyr, qui a été développé à l'origine pour l'armée autrichienne. Il a été utilisé pour du transport de troupes et de matériel

## Historique
À partir de 1988, Steyr a participé à l'appel d'offres de l'armée américaine pour le programme FMTV (Family of Medium Tactical Vehicles)[réf. nécessaire].
Avec la collaboration de Stewart et Stevenson (en) à Houston, Steyr a pu présenter le 12M18 et a obtenu le contrat pour 17 prototypes construits à Steyr[réf. nécessaire].
Après neuf mois de tests, Steyr a remporté le marché. Plus de 60 000 camions ont été commandés, ils ont été construits par diverses sociétés américaines. La production des véhicules destinés à l'armée américaine a commencé en 1995 et les premiers exemplaires ont été livrés aux forces dès 1996. Les véhicules devraient remplacer les véhicules GMC obsolètes. Après que Stewart et Stevenson a été acquis par Armor Holdings en 2006 qui fut elle-même acquise en 2007 par BAE Systems, les véhicules ont été fabriqués par BAE Systems Land and Armaments[réf. nécessaire].

## Utilisateurs
- États-Unis
- Autriche